# アドベンチャー・オブ・スノーホワイト
『アドベンチャー・オブ・スノーホワイト』（原題：Grimm's Snow White）は、2012年3月13日にアメリカ合衆国より発売されたオリジナルビデオ映画。グリム童話『白雪姫』の物語を題材にして、グリム童話誕生200周年記念アドベンチャービデオ作品。リチャード・ゴールデンバーグ監督、イライザ・ベネットとジェーン・マーチが主演を担当した。
日本では劇場未公開。2012年8月16日にジャスティ（発売元）とアースゲート（販売元）より日本語字幕のみ付きDVD（EGPS-0048）が発売されている。

## キャスト
| 役名               | 俳優                         |
| ------------------ | ---------------------------- |
| 白雪姫             | イライザ・ベネット           |
| 黒の女王           | ジェーン・マーチ             |
| 王子アレクサンダー | ジェイミー・トーマス・キング |

## スタッフ
- 監督：レイチェル・ゴールデンバーグ
- 製作：デヴィッド・マイケル・ラット
- 製作総指揮：デヴィッド・リマゥイー
- 脚本：ナオミ・セルフマン
- 撮影：アレクサンダー・イェレン
- 編集：ブライアン・ブリンクマン
- 音楽：クリス・ライデンハウア